# Conservatoire d'espaces naturels du Limousin
Le Conservatoire d'espaces naturels du Limousin (CEN Limousin) était une association ayant pour but d'étudier, de préserver, de gérer et de valoriser les milieux et habitats naturels sur le territoire du Limousin.
En 2020, il a été fusionné avec le Conservatoire des Espaces Naturels d'Aquitaine et celui de Poitou-Charentes pour devenir le Conservatoire des Espaces Naturels de Nouvelle Aquitaine qui a repris l'ensemble de ses missions.

## Présentation
Le Conservatoire d'espaces naturels du Limousin, créé en 1992 sous le nom d'espaces naturels du Limousin, était une association à but non lucratif, reconnue d'intérêt général. Ses objectifs était la protection et la valorisation du patrimoine naturel du Limousin, notamment des « bruyères » (landes sèches), des « roubières » (landes humides) et des tourbières, éléments constituants d'un écosystème aux fortes spécificités botaniques.
Le Conservatoire d'espaces naturels du Limousin était membre de la Fédération des Conservatoires d'espaces naturels, première ONG française dans la préservation des espaces naturels. Les missions du Conservatoire était ainsi communes aux 30 Conservatoires de France.
Le Conservatoire d'espaces naturels du Limousin a été le deuxième Conservatoire agréé "État-Région" en 2013.

## Missions
Le Conservatoire avait pour mission de connaître, préserver et protéger la faune, la flore et les paysages du Limousin..
- Connaître : la protection de la nature ne peut se faire sans connaissances approfondies des milieux naturels et de l'histoire des paysages du Limousin. Une équipe de spécialistes scientifiques assure cette mission. Elle recense, étudie et identifie les sites naturels remarquables et propose des plans d'actions favorables à la conservation de la biodiversité de ces sites ;
- Protéger : le Conservatoire d'espaces naturels protège les richesses écologiques et paysagères du Limousin en association avec les acteurs locaux (collectivités territoriales, propriétaires, agriculteurs, forestiers, naturalistes etc.) des sites naturels gérés, notamment en veillant à leur entretien[3]. Afin de les préserver durablement, le Conservatoire acquiert alors la maîtrise foncière ou d'usage de ces sites[5] ;
- Gérer : toujours en collaboration avec les propriétaires et usagers, le Conservatoire d'espaces naturels met en œuvre une gestion écologique des sites : entretien régulier, restauration, pâturage, fauche, etc. Un Conseil scientifique valide ces actions définies dans un plan de gestion personnalisé ;
- Valoriser : la sensibilisation du public est nécessaire à la pérennité du patrimoine naturel du Limousin. Le public est accueilli sur les sites. Le Conservatoire d'espaces naturels édite également de nombreuses publications, organise régulièrement des animations (sorties de découverte, chantiers nature et  événements régionaux) afin de valoriser le patrimoine et les actions menées afin de le préserver ;
- Animer : Le Conservatoire d’espaces naturels du Limousin accompagne l’animation de politiques publiques relatives à la biodiversité, l’eau et l’agriculture et contribue au développement durable et à l'attractivité du territoire.

Il gère et valorise plus de 200 sites naturels de grand intérêt :
- coteaux calcaires,
- zones humides, (dont mares, marais, étangs, tourbières, prairies ),
- landes

Il est notamment gestionnaire de la réserve naturelle nationale de la tourbière des Dauges et des réserves naturelles régionales de la haute vallée de la Vézère et des Sauvages.
Soit près de 4 100 hectares permettant à de nombreuses espèces animales et végétales, souvent très rares, vulnérables et menacées, de survivre ou s'épanouir.
Outre l'entretien des sites, le conservatoire établit l'inventaire de la faune et de la flore, mène des actions de sensibilisation à l'environnement lors des visites du public. Une partie des sites naturels gérés sont aménagés afin d'accueillir le public (sentiers, signalétique, équipements pédagogiques...).

## Organisation
Le Conservation était doté d'un conseil d'administration et d'un conseil scientifique.
- Le Conseil d'Administration du Conservatoire d'espaces naturels du Limousin est l'organe décisionnaire de l'association. Il est composé de 40 membres élus par l'Assemblée Générale. Il oriente les décisions et les actions du Conservatoire pour la gestion du patrimoine naturel de la région. Chaque année, le Conseil d'Administration élit en son sein les membres du bureau.
- Le Conseil scientifique, dont les membres sont également bénévoles, conseille le Conservatoire dans le choix des sites gérés et dans la définition d'un mode de gestion adapté. Il est composé de spécialistes des domaines liés à la biodiversité (botanique, géologie, entomologie, etc.) et dans la gestion des milieux naturels. Il est garant de l'impartialité des actions menées par le Conservatoire.

Le Conservatoire d'espaces naturels du Limousin dispose d'un réseau de 10 Conservateurs bénévoles. Le Conservateur bénévole est un relais essentiel entre le Conservatoire et les acteurs locaux (collectivités, propriétaires, etc.). Il participe aux actions de gestion et de sensibilisation du Conservatoire sur un site naturel : entretien du site, inventaire de la faune et de la flore, suivi des travaux, animation des visites sur le site, etc.
Enfin, le Conservatoire d'espaces naturels du Limousin comptait plus de 450 adhérents. Les adhérents oriententaient la politique du Conservatoire. Une forte représentation citoyenne permet une meilleure reconnaissance de la part des partenaires et acteurs locaux.

## Partenariats
Il travaillait en partenariat avec de très nombreux acteurs publics (DREAL, DRAF), associations de protection de l'environnement et acteurs privés du Limousin ou des régions limitrophes, et en partenariat avec d'autres conservatoires :
- Conservatoire botanique national du Massif Central
- Conservatoire du littoral,
- Parcs naturels régionaux, etc.